# Vulcanella bifacialis
Vulcanella bifacialis är en svampdjursart som först beskrevs av Wilson 1925.  Vulcanella bifacialis ingår i släktet Vulcanella och familjen Pachastrellidae.
Artens utbredningsområde är Filippinerna. Inga underarter finns listade i Catalogue of Life.